# Noel Mewton-Wood
Noel Mewton-Wood (Melbourne, 28 novembre 1922 – Londra, 5 dicembre 1953) è stato un pianista australiano che ha raggiunto fama internazionale sulla base di molte notevoli registrazioni di concerti durante la sua breve vita.

## Biografia
Nato a Melbourne, studiò con Waldemar Seidel al Conservatorio di Melbourne fino all'età di quattordici anni. Dopo ulteriori studi alla Royal Academy of Music di Londra, prese lezioni private da Artur Schnabel in Italia.
Nel marzo del 1940 tornò a Londra per il suo debutto alla Queen's Hall, eseguendo il terzo concerto per pianoforte di Beethoven con la London Philharmonic Orchestra sotto la direzione di Sir Thomas Beecham. Fece poi una tournée nel Regno Unito come artista di accompagnamento del tenore viennese Richard Tauber e, successivamente si sibì in Francia, Germania, Sudafrica, Polonia, Turchia e Australia.
Durante la sua permanenza a Londra, viveva in una casa a Hammersmith Terrace e spesso ospitava serate musicali e intratteneva Benjamin Britten e Peter Pears.
Il necrologio di Mewton-Wood del The Times del 7 dicembre 1953 descrisse la sua esibizione di debutto:
Mewton-Wood era un caro amico di Benjamin Britten. Nel 1952-1953, mentre Britten era impegnato a comporre la sua opera Gloriana, incaricò Mewton-Wood di sostituirlo per accompagnare il tenore Peter Pears, suo compagno.
A soli 31 anni Mewton-Wood si suicidò bevendo acido prussico (acido cianidrico), apparentemente accusandosi della morte per un'appendicite lacerata di William Fedrick, con cui viveva, sentendo di aver trascurato i primi sintomi. Le note scritte da un amico di Mewton-Wood, John Amis, per la ristampa della registrazione del Bliss Concerto, confermano che Mewton-Wood era omosessuale e sconvolto dalla tragica morte del suo amante.
Benjamin Britten scrisse Canticle III: Still falls the rain per un concerto in memoria di Mewton-Wood.
Nel 1962 il suo vecchio insegnante Waldemar Seidel fece un'audizione a Geoffrey Tozer di 7 anni e dichiarò "Noel è tornato". Noel Mewton-Wood era morto undici mesi prima della nascita di Tozer.

## Repertorio
Oltre a Beethoven, il repertorio di Mewton-Wood comprendeva:
- Concerto per pianoforte di Sir Arthur Bliss (Bliss fu così colpito dalle numerose esibizioni di Mewton-Wood e dalla sua registrazione dell'opera che scrisse la sua Sonata per pianoforte per lui)
- Fantasia contrappuntistica e Concerto per pianoforte di Busoni (una registrazione del 1948 con Sir Thomas Beecham è la prima registrazione completa del concerto di Busoni noto che sia sopravvissuta)[5]
- Concerto per pianoforte in mi minore n. 1 di Chopin
- Ludem Tonalis di Hindemith
- Tre concerti per pianoforte di Ciajkovskij, Concerto Fantasia e Sonata in sol maggiore
- Il ciclo di canzoni di Tippett The Heart's Assurance, con il tenore Peter Pears
- Opere di Bartók, Britten (Mewton-Wood presentò in anteprima mondiale la versione rivista del Concerto per pianoforte di Britten),[5] Liszt, Schubert, Mahler e Schumann.

Compose anche musica da camera, un concerto per pianoforte, musica per balletto e musica per i film Tawny Pipit (1944) e Chance of a Lifetime (1950).

## Libri
Noel Mewton-Wood è il protagonista del romanzo di Sonia Orchard del 2009, The Virtuoso, che è narrato da un immaginario ossessivo ammiratore e talvolta amante di Noel. Il romanzo è ispirato dal passato dell'autore come pianista e dalle sue interviste con molti amici e contemporanei di Noel Mewton-Wood.